# Melaloncha diffidentia
Melaloncha diffidentia är en tvåvingeart som beskrevs av Brown 2005. Melaloncha diffidentia ingår i släktet Melaloncha och familjen puckelflugor. Inga underarter finns listade i Catalogue of Life.